# Супернитна обрада
Супернитна обрада (или вишенитна обрада са дељењем времена) је тип вишенитне обраде који омогућује да се различите нити извршавају на једном процесору, а да се не извршавају заиста истовремено. Ово га квалификује као временску вишенитну обраду или са дељењем времена, пре него истовремену вишенитну обраду (SMT). То следи из запажања да су процесорске извршне јединице повремено без посла док извршавају инструкције из једне нити због догађаја који дуго трају. Супернитност покушава да искористи у супротном неискоришћене процесорске циклусе тако што извршава инструкције из друге нити док претходна нит не буде спремна за наставак извршења.
Иако овај приступ остварује бољу искоришћеност процесорских ресурса, додатна побољшања искоришћености ресурса се могу постићи помоћу SMT-а, који дозвољава извршење инструкција из вишеструких нити истовремено. Замислите двоструки супернитни процесор са четири извршне јединице. Ако једна нит изда три инструкције, једна извршна јединица остаје неискоришћена. Код SMT процесора, могуће је да друга нит изда инструкцију за преосталу извршну јединицу, чиме се постиже потпуна искоришћеност процесорских ресурса.